# VW Atlas
| Sterne im C-NCAP-Crashtest (2018) |

Der VW Atlas ist eine siebensitzige Geländelimousine von VW, die im Werk Chattanooga, Tennessee in den Vereinigten Staaten gebaut wird und in den USA und Kanada auf dem Markt ist. In Russland, dem Nahen Osten, Zentralasien der Volksrepublik China und Mexiko heißt das Fahrzeug VW Teramont, für den chinesischen Markt lief es bei Shanghai Volkswagen im Werk Ningbo vom Band. Der Teramont wird darüber hinaus auch in Kigali (Ruanda) montiert. Eine Markteinführung in Westeuropa ist nicht geplant.
Von Audi wird seit 2022 ausschließlich für den chinesischen Markt der auf dem Teramont basierende Q6 vermarktet. Ein Pendant von FAW-Volkswagen wird ebenfalls seit 2022 als VW Tavendor angeboten.

## Geschichte

### Vorgeschichte

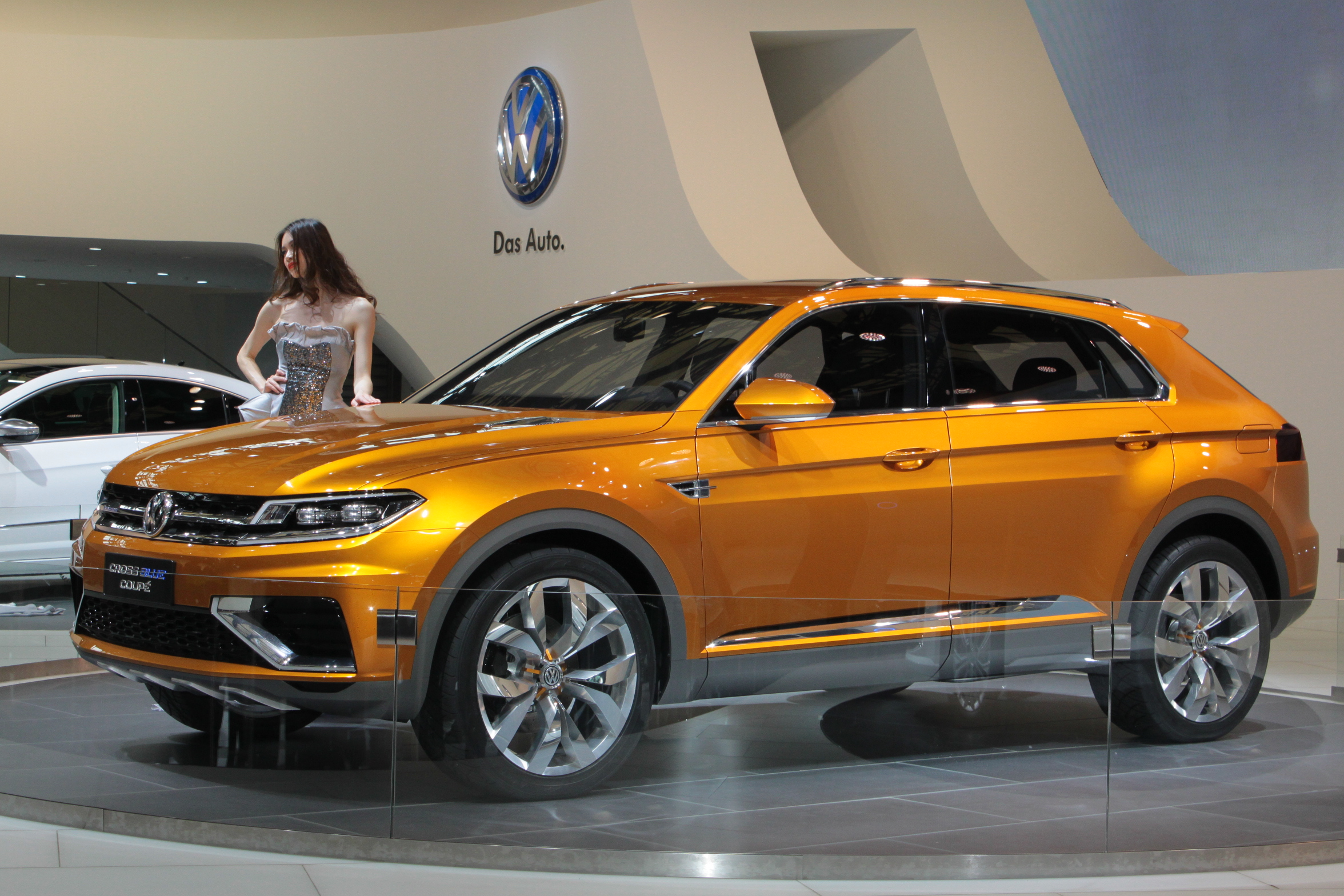
CrossBlue Coupé (2013)

Um in den USA den Absatz im boomenden Segment der SUVs erheblich zu erhöhen, benötigte Volkswagen ein Fahrzeug, das größer als der kompakte Tiguan, aber preisgünstiger als der Oberklasse-Geländewagen Touareg ist. Äußerlich sollte der Atlas an das CrossBlue-Konzept von VW anschließen und das größte Fahrzeug werden, das auf der MQB-Plattform des Volkswagen-Konzerns basiert und mit Vierzylinder-Quermotoren oder V6-Motoren angetrieben wird.
Im Januar 2013 wurde auf der North American International Auto Show in Detroit die Studie Cross Blue präsentiert. Das Fahrzeug ist mit einem 2,0 Liter TDI-Motor und einem Plug-in-Hybridantrieb ausgerüstet. Noch im selben Jahr stellte VW auf der Auto Shanghai das CrossBlue Coupé vor, ebenfalls ein SUV mit Hybridantrieb. 2015 folgte auf der North American International Auto Show die Vorstellung des Cross Coupé GTE, das einen weiteren Ausblick auf den kommenden Atlas gab. In diesem Fahrzeug wurde ein 3,6 Liter V6-Ottomotor Teil eines Plug-in-Hybridantriebs.

### Atlas

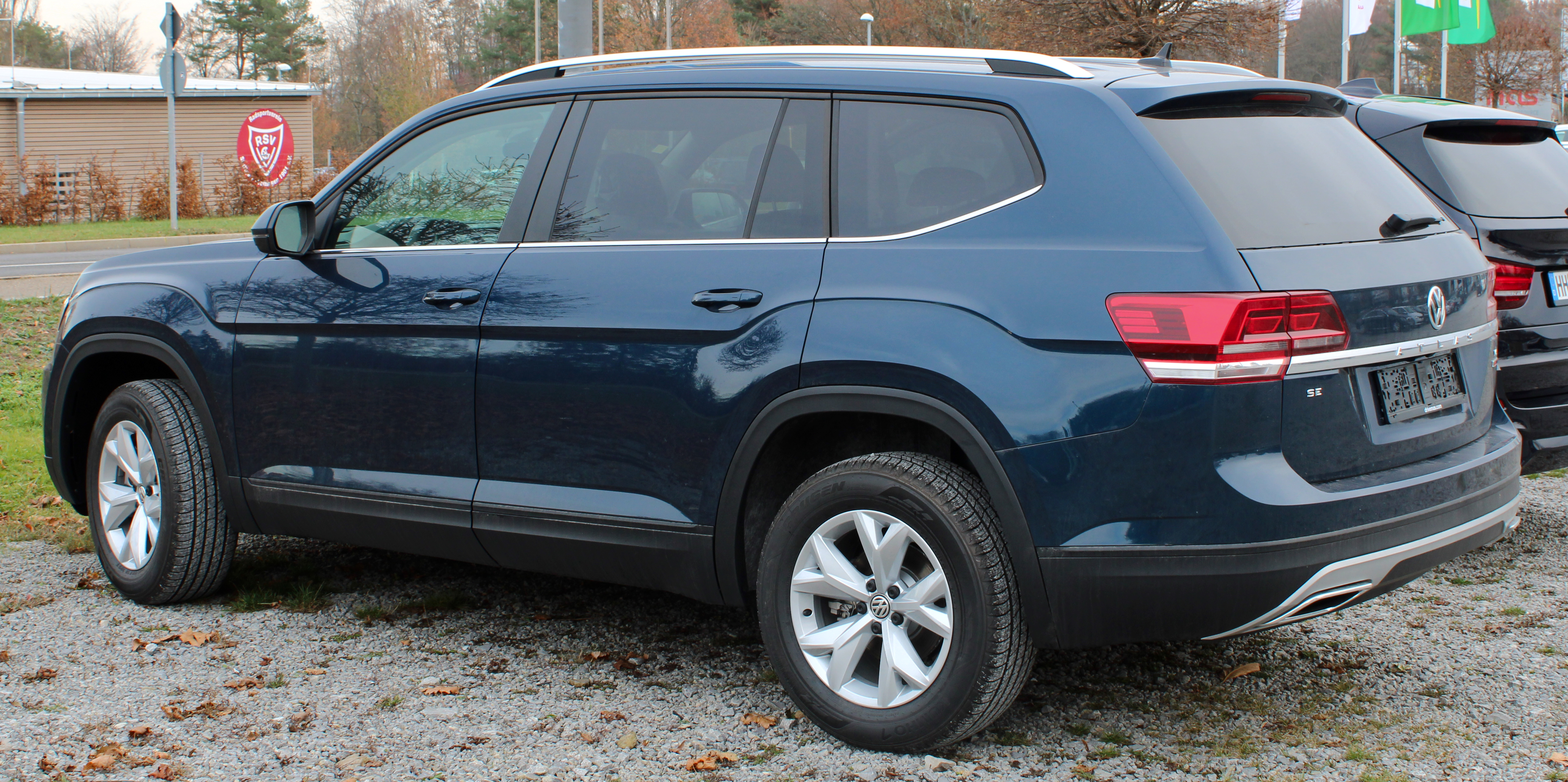
Heckansicht

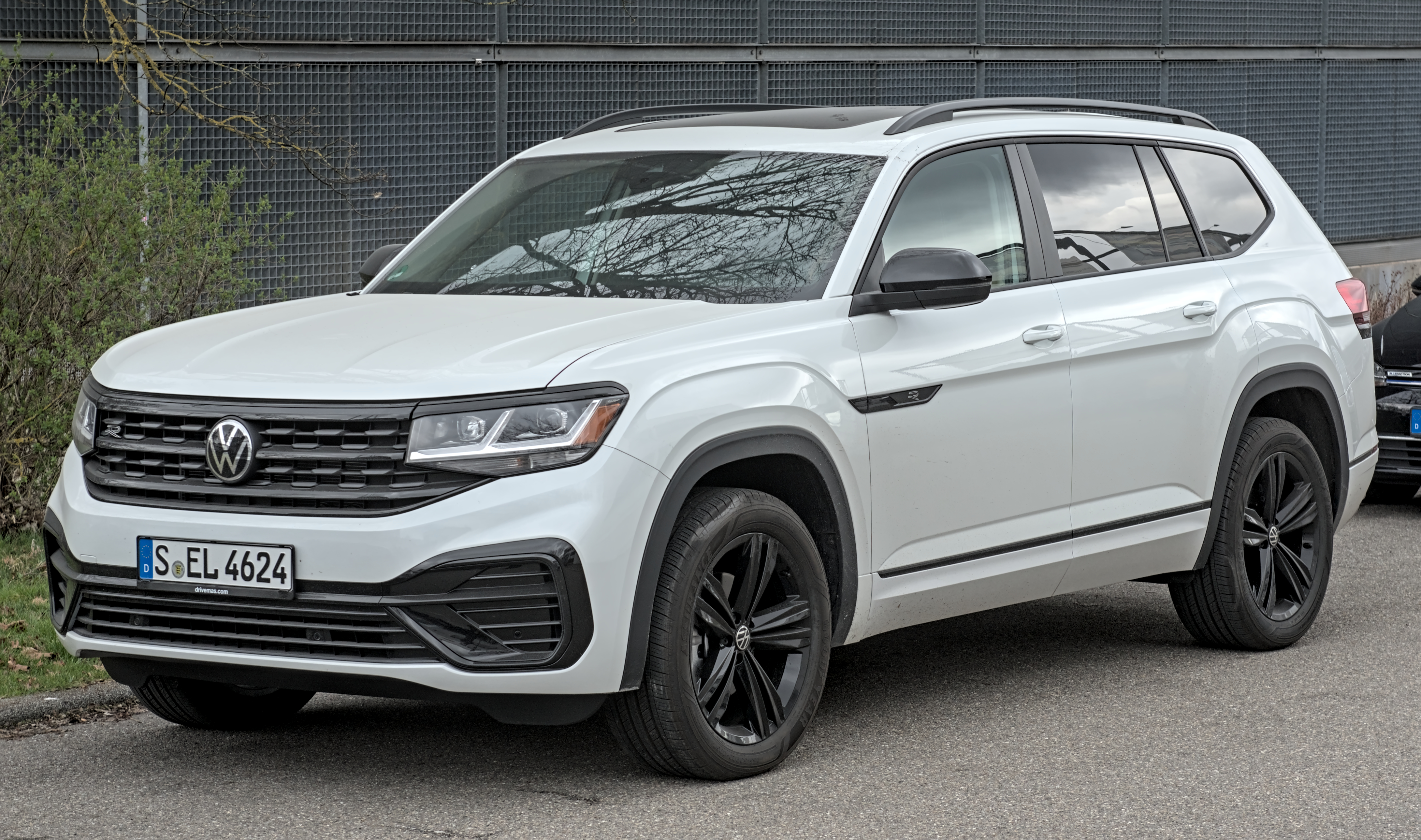
VW Atlas (2020–2023)

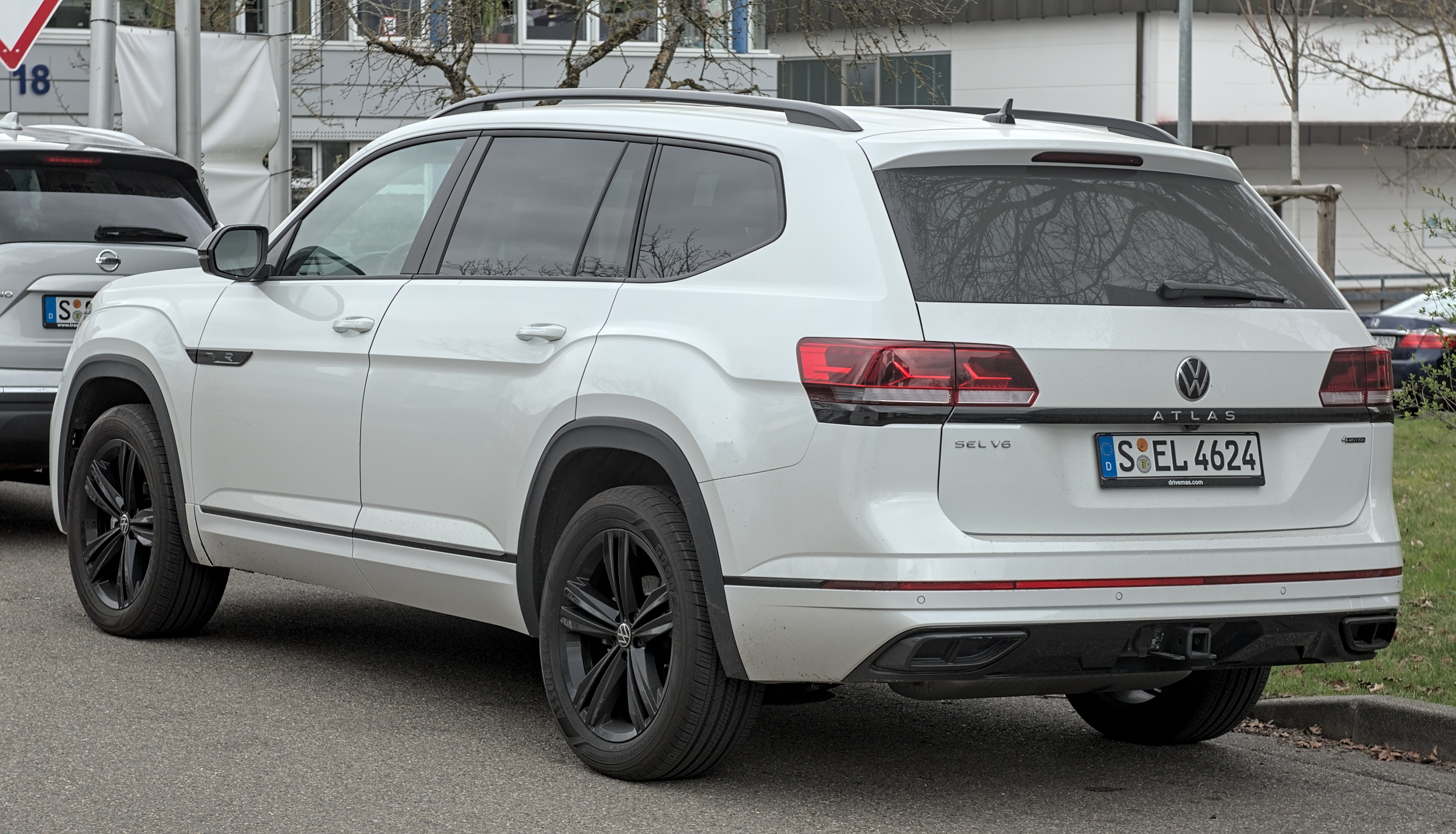
Heckansicht

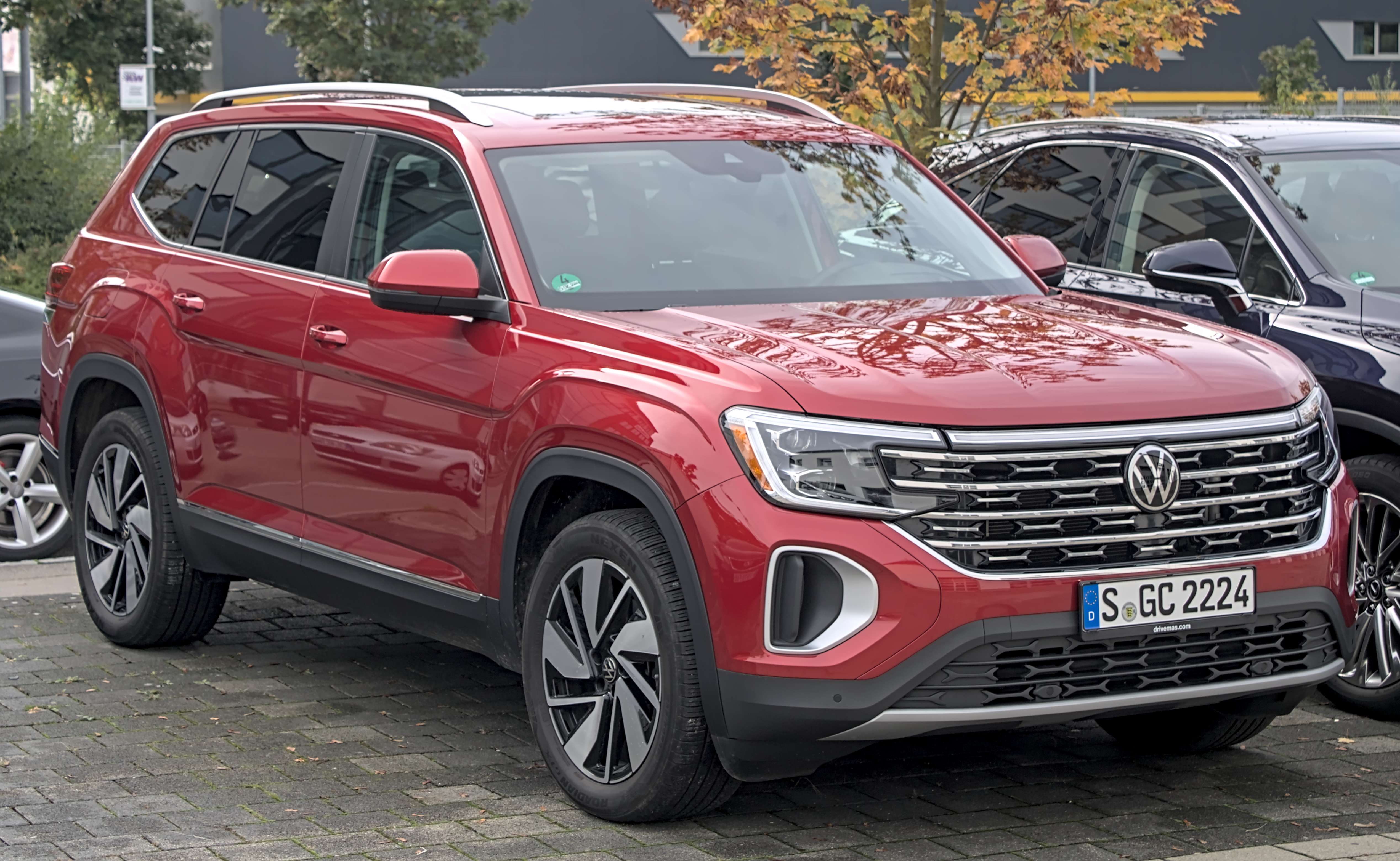
VW Atlas (seit 2023)

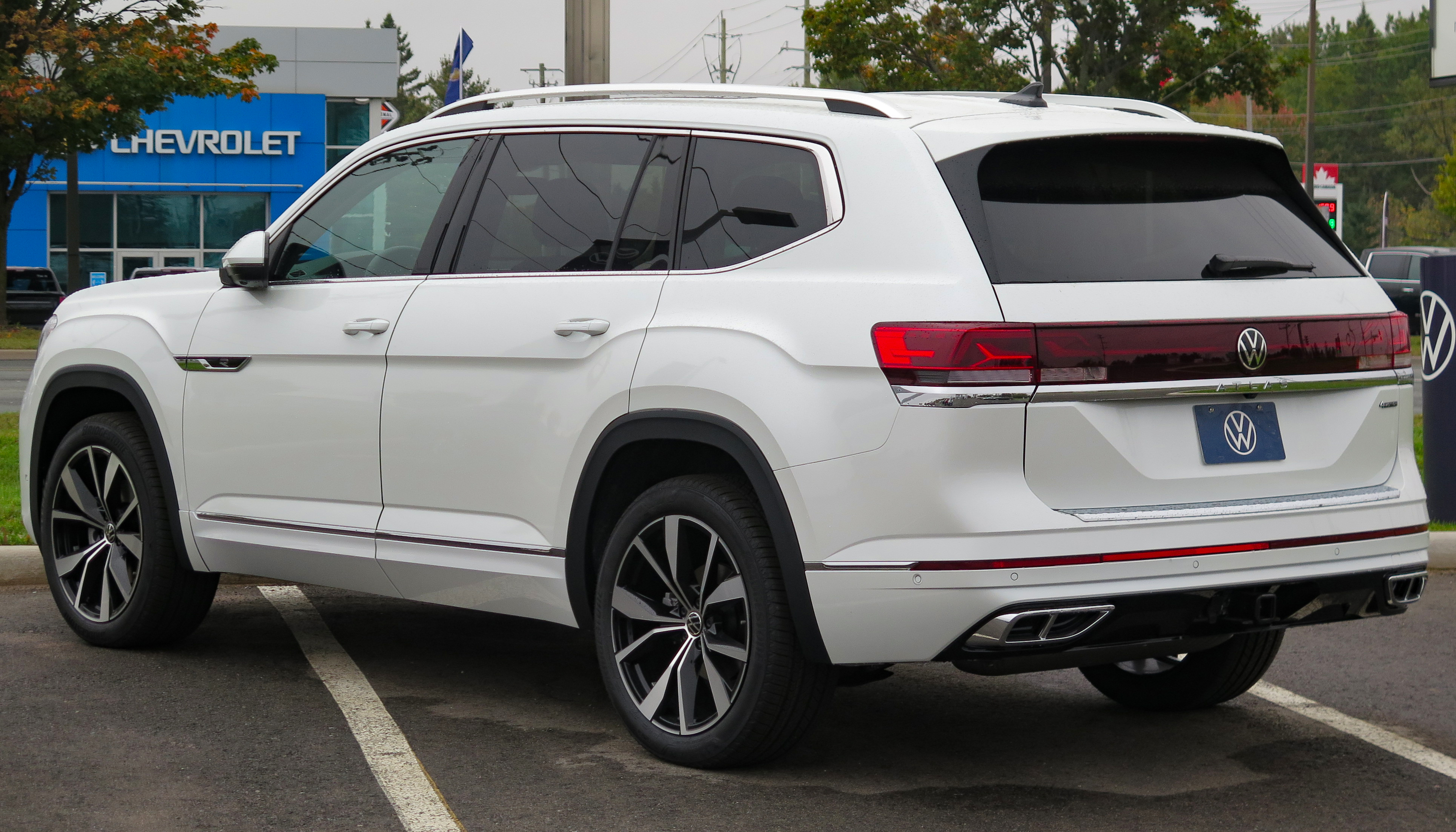
Heckansicht

Am 14. Juli 2014 gab Martin Winterkorn, Vorstandsvorsitzender der Volkswagen AG, auf einer Pressekonferenz in Wolfsburg bekannt, dass ab 2016 ein „Midsize-SUV“ im Werk Chattanooga den Passat (NMS) als zweite Modellreihe ergänzen soll. Dafür sollten 900 Millionen US-Dollar investiert und 2000 neue Arbeitsplätze geschaffen werden.
Am 27. Oktober 2016 hatte der Atlas seine Weltpremiere auf dem Santa Monica Pier in Kalifornien, und am 18. November 2016 sein Messedebüt auf der LA Auto Show. Am 14. Dezember 2016 begann die Serienproduktion im Volkswagenwerk Chattanooga. Am 8. Januar 2017 präsentierte VW auf der North American International Auto Show in Detroit den Atlas mit R-Line-Paket, das im Laufe des Jahres 2017 erhältlich sein soll. Seit dem Frühjahr 2017 ist der Atlas in den USA auf dem Markt. In den USA wurde der Atlas zunächst als Modelljahr 2018 und nur mit VR6-Ottomotor mit 3,6 Liter Hubraum und 206 kW (280 PS) und in den Ausstattungsvarianten Launch Edition, SE und SEL angeboten, jeweils mit Front- und Allradantrieb. Die Modellpalette startete zur Markteinführung bei 33.500 US-Dollar mit der Launch Edition und Frontantrieb (Stand Juni 2017). Seit Mitte Mai 2017 wird der Atlas an Kunden ausgeliefert. Seit Herbst 2017 ist in den USA der Atlas auch mit 2,0 Liter-Motor erhältlich, standardmäßig jedoch nur in der Ausstattungsvariante „S“ und mit Frontantrieb, zum Grundpreis von zunächst 30.500 US-Dollar. Diese neue Basisausstattungsvariante „S“ ist auch mit VR6-Motor verfügbar, hier sowohl mit Front- als auch mit Allradantrieb. Auf Bestellung sind auch die Ausstattungsvarianten SE und SEL mit dem 2,0 Liter-Motor erhältlich, jedoch nur mit Frontantrieb.
In Kanada hatte der Atlas sein Debüt auf der vom 20. bis 29. Januar 2017 stattfindenden Montreal Autoshow. Seit dem Frühsommer 2017 ist er in Kanada auf dem Markt. Er wird mit einem 2,0 Liter Vierzylinder-Ottomotor und Frontantrieb sowie mit einem 3,6 Liter VR6-Ottomotor und Allradantrieb in den Ausstattungsvarianten Trendline, Comfortline, Highline und Execline angeboten, wobei Highline und Execline nur mit dem VR6-Motor kombinierbar sind.
Am 5. Oktober 2018 wurde der 100.000. Atlas produziert.
Im Rahmen der Chicago Auto Show präsentierte Volkswagen im Februar 2020 eine überarbeitete Version des Atlas für das Modelljahr 2021. Neben kleineren optischen Veränderungen wird auch der Vierzylinder-Ottomotor zukünftig gegen Aufpreis mit Allradantrieb verfügbar sein. Auf der gleichen Messe wurde drei Jahre später ein weiteres Facelift der Baureihe für das Modelljahr 2024 vorgestellt. Fortan wird der VR6-Ottomotor durch einen aufgeladenen 2,0 Liter Vierzylinder-Ottomotor mit einer maximalen Leistung von 201 kW (273 PS) ersetzt.

#### Atlas Cross Sport, Atlas Tanoak und Atlas Basecamp Concept

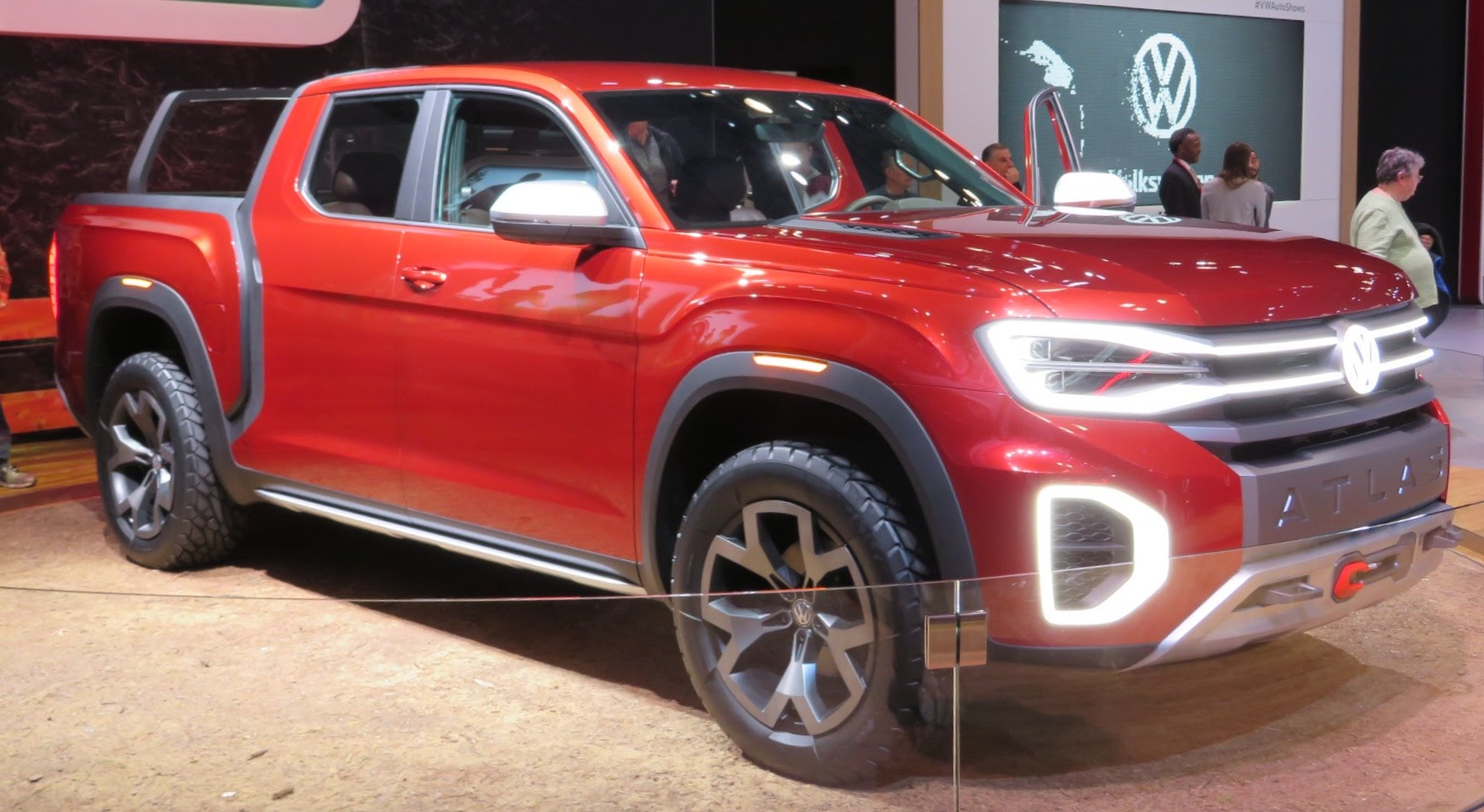
VW Atlas Tanoak (2018)

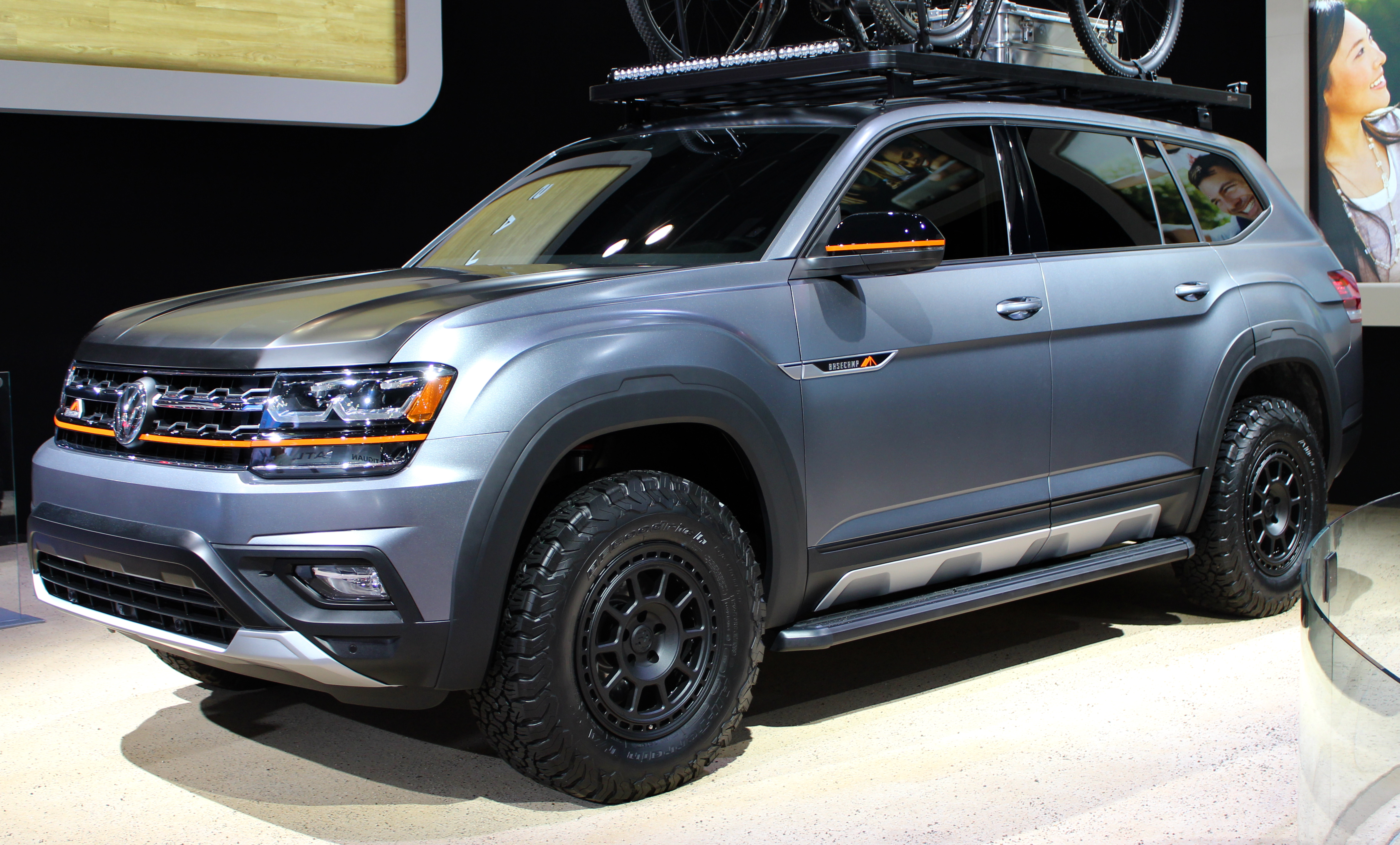
VW Atlas Basecamp Concept (2019)

Auf der vom 28. März bis 8. April 2018 stattfindenden New York International Auto Show präsentierte die Volkswagen AG zwei auf dem Atlas basierende Fahrzeugstudien: Den fünfsitzigen Atlas Cross Sport mit einer Dach- und Heckpartie nach Art eines Coupé, sowie den Atlas Tanoak, einen fünfsitzigen Pick-up mit Doppelkabine. Beide Fahrzeuge basieren ebenso wie der Atlas auf dem Modularen Querbaukasten und sind mit einem 3,6-l-Sechszylindermotor und Allradantrieb, der Atlas Cross Sport dabei mit Hybridantrieb, ausgerüstet. Die Serienversion des Atlas Cross Sport soll zusammen mit dem siebensitzigen Atlas im Werk Chattanooga produziert werden. Der 5438 mm lange Atlas Tanoak ist nach der an der US-Pazifikküste vorkommenden Baumart Lithocarpus densiflorus, die im Englischen Tanoak genannt wird, benannt. Im Januar 2019 wurde bekannt, dass der Atlas Tanoak nicht in Serie gehen wird, sondern, aufgrund der Kooperation zwischen VW und Ford, VW einen neuen Pick-up auf Ford-Basis als Nachfolgemodell des Amarok in Serien bringen will.
Im Frühjahr 2019 wurde auf der New York International Auto Show die Studie Atlas Basecamp Concept präsentiert, unter anderem mit einer gegenüber dem Serienfahrzeug um 38 mm höher gelegten Karosserie sowie verschiedene Geländewagen-Accessoires.
Die Serienversion des Atlas Cross Sport präsentierte VW im Oktober 2019, sie ist nahezu baugleich mit dem ein halbes Jahr zuvor in China präsentierten Teramont X.

### Teramont

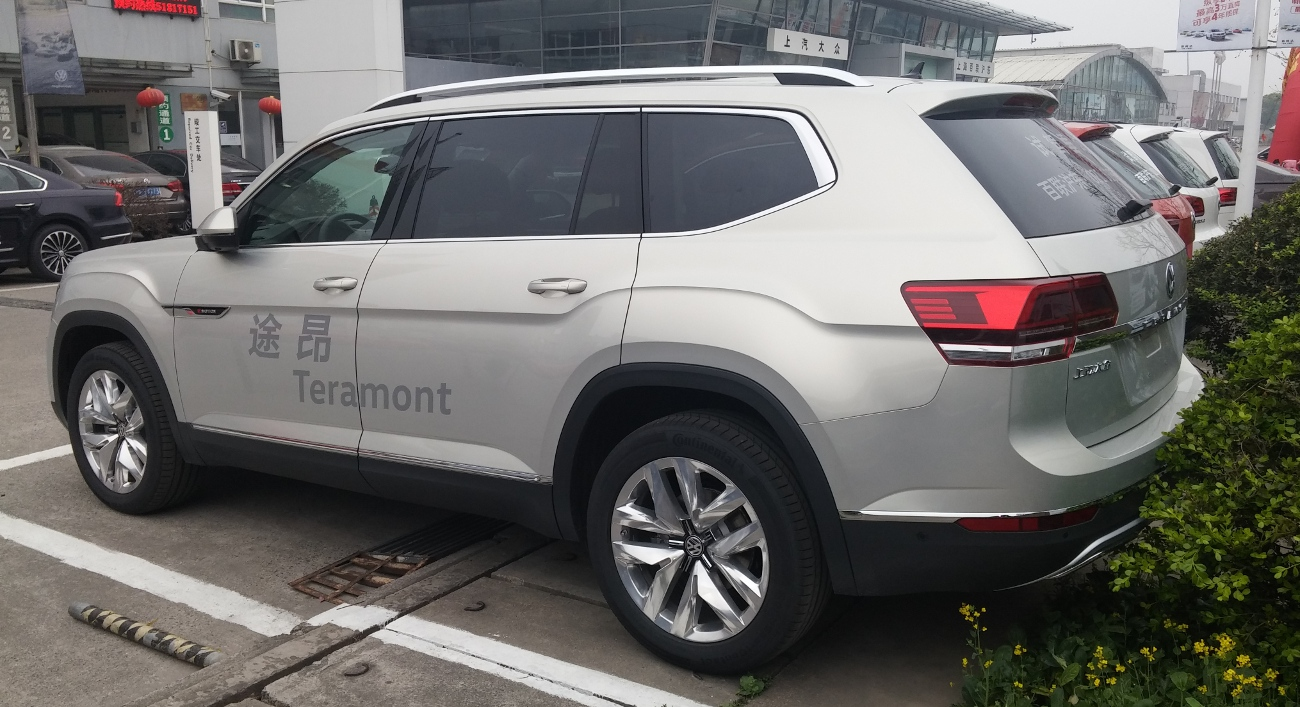
VW Teramont

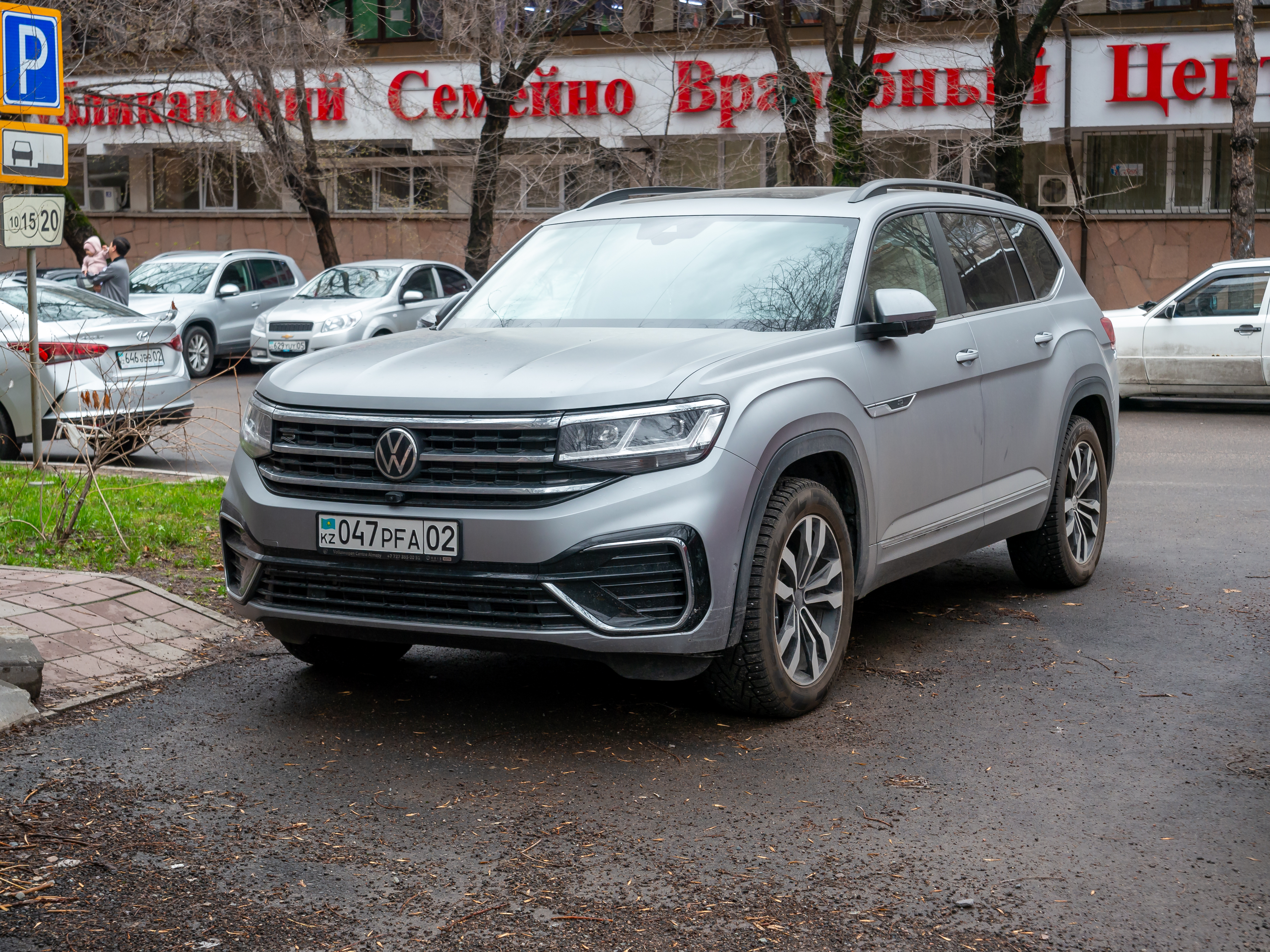
VW Teramont R-Line (seit 2021)

Am 18. November 2016 erfolgte die Weltpremiere des Teramont auf der 14. Internationalen Auto-Ausstellung in Guangzhou, und am 30. November 2016 begann die Serienproduktion für den chinesischen Markt im Werk Ningbo.
Im November 2017 folgte die Premiere des Teramont für die Vereinigten Arabischen Emirate auf der Dubai International Motor Show, der größten Messe ihrer Art im Nahen Osten. Er wird auf der Arabischen Halbinsel außer in den Vereinigten Arabischen Emiraten auch in Bahrain, Katar, Kuwait, Oman und Saudi-Arabien angeboten. Der Teramont für den Nahen Osten wird im Werk Chattanooga (USA) produziert und ist serienmäßig mit Allradantrieb ausgestattet.
In Russland wird das Auto seit 2018 als Teramont angeboten, in den Ausstattungsversionen Origin, Respect, Status und Exclusive, mit einem R4-2,0-Liter-TSI-Motor mit 162 kW (220 PS) und einem VR6-3,6-Liter-FSI-Motor mit 206 kW (280 PS), stets mit Allradantrieb. Die Russland-Premiere fand im August 2018 auf der MIMS (Moscow International Motor Show) in Moskau statt.
In Mexiko ist das Auto seit dem Modelljahr 2019 als Teramont auf dem Markt. Es wird mit R4-2,0-Liter-TSI-Motor (241 PS / 350 Nm) als Trendline und mit einem VR6-3,6-Liter-FSI-Motor (284 PS / 360 Nm) in den Ausstattungsversionen Comfortline, Comfortline Plus und Highline angeboten, stets mit einem 8-Stufen-Automatikgetriebe und sieben Sitzplätzen.
Anfang August 2020 gab Volkswagen bekannt, dass der Teramont künftig auch in Accra, der Hauptstadt Ghanas, montiert wird. Die Montage erfolgt auf Semi Knocked Down Basis durch die Universal Motors Limited, seit 2005 Volkswagen Importeur in Ghana.

#### Teramont X

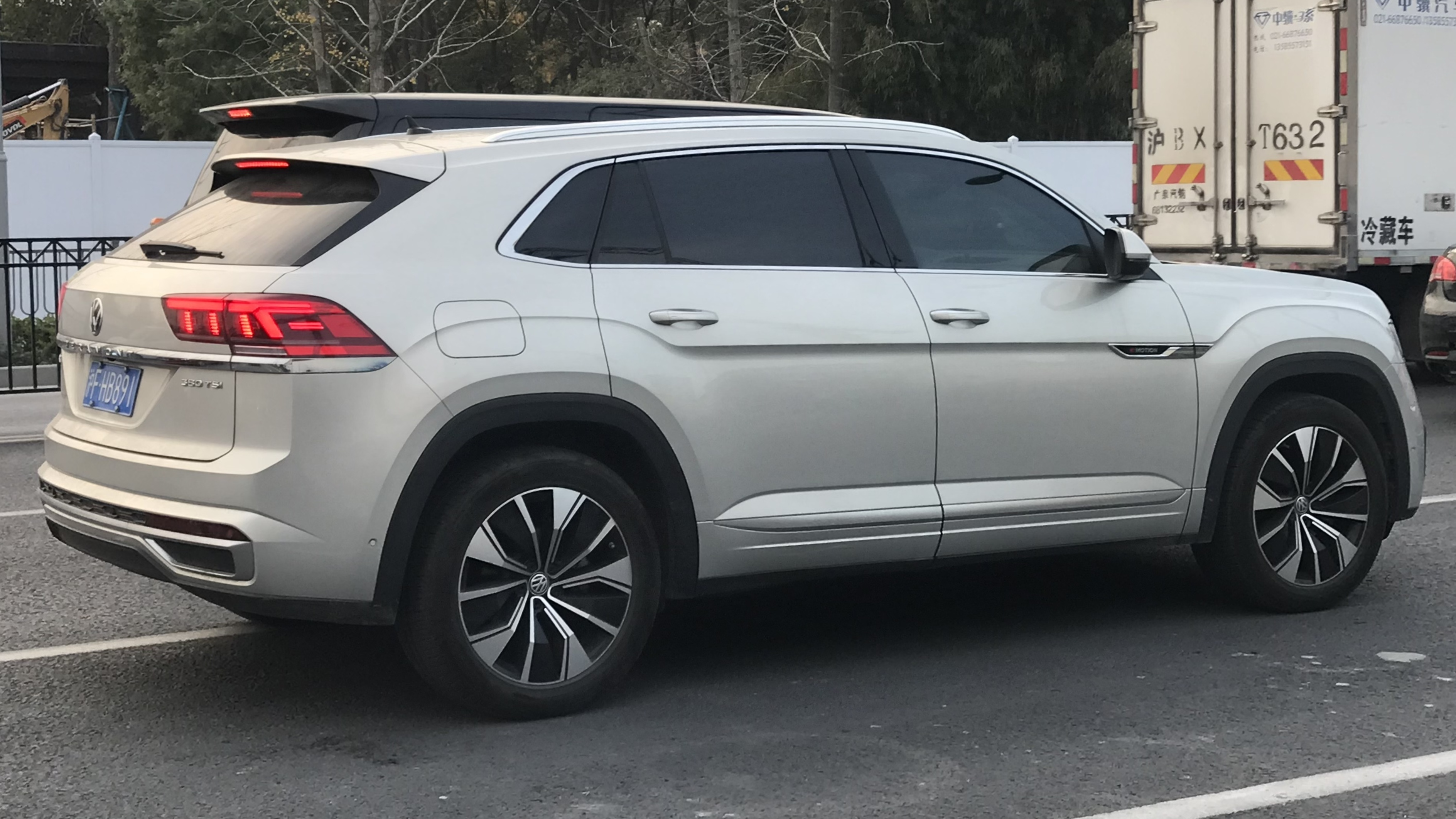
Teramont X

Mitte April 2019 stellte Volkswagen auf der Auto Shanghai den Teramont X vor, eine 5-sitzige Variante des Teramont im Stil eines Fastbacks, der im Mai 2019 von Shanghai Volkswagen in China auf den Markt gebracht wurde.

### Produktionszahlen
Von den Modellen Atlas und Teramont wurden in Summe produziert:
| Jahr   | 2016 | 2017    | 2018    | 2019    | 2020    | 2021    | 2022    | 2023    |
| ------ | ---- | ------- | ------- | ------- | ------- | ------- | ------- | ------- |
| Anzahl | 386  | 129.724 | 166.034 | 183.648 | 178.954 | 180.873 | 217.771 | 229.339 |

## Technik
Das Auto ist in zwei Karosserievarianten, beide mit vier Türen und großer Heckklappe, erhältlich. Der Antrieb erfolgt durch quer eingebaute Frontmotoren mit vier oder sechs Zylindern. Neben VR6-Ottomotoren sind auch TFSI-Vierzylindermotoren mit 2,0 Liter Hubraum verfügbar. In Russland wird zusätzlich noch ein Dieselmotor verfügbar sein. Serienmäßig ist beim Atlas ein Aisin-Achtgang-Automatikgetriebe eingebaut, lediglich der Teramont besitzt ein Doppelkupplungsgetriebe.

### Technische Daten
|                                             | Atlas 2.0L Turbo              | Atlas 2.0L Turbo              | Atlas 3.6L VR6             | Teramont 330 TSI                 | Teramont 380 TSI                 | Teramont 530 VR6                 |
| Bauzeitraum                                 | 03/2017–08/2023               | seit 08/2023                  | 03/2017–08/2023            | 03/2017–02/2025                  | 03/2017–02/2025                  | 03/2017–12/2024                  |
| Motorkenndaten                              |                               |                               |                            |                                  |                                  |                                  |
| Motorbaureihe                               | VW EA888                      | VW EA888                      | VW EA390                   | VW EA888                         | VW EA888                         | VW EA390                         |
| Motortyp                                    | Reihen-Vierzylinder-Ottomotor | Reihen-Vierzylinder-Ottomotor | VR-Sechszylinder-Ottomotor | Reihen-Vierzylinder-Ottomotor    | Reihen-Vierzylinder-Ottomotor    | VR-Sechszylinder-Ottomotor       |
| Motoraufladung                              | Turbolader                    | Turbolader                    | –                          | Turbolader                       | Turbolader                       | Turbolader                       |
| Hubraum                                     | 1984 cm³                      | 1984 cm³                      | 3597 cm³                   | 1984 cm³                         | 1984 cm³                         | 2492 cm³                         |
| max. Leistung bei min−1                     | 175 kW (238 PS) / 4500        | 201 kW (273 PS) / 5500–6500   | 206 kW (280 PS) / 6200     | 137 kW (186 PS) / 4100–6000      | 162 kW (220 PS) / 4500–6200      | 220 kW (299 PS) / 6000           |
| max. Drehmoment bei min−1                   | 350 Nm / 1600                 | 370 Nm / 1600–4750            | 360 Nm / 2750              | 320 Nm / 1500–4000               | 350 Nm / 1500–4400               | 500 Nm / 2750–3500               |
| Kraftübertragung                            |                               |                               |                            |                                  |                                  |                                  |
| Antrieb, serienmäßig                        | Vorderradantrieb              | Vorderradantrieb              | Vorderradantrieb           | Allradantrieb                    | Allradantrieb                    | Allradantrieb                    |
| Antrieb, optional                           | —                             | Allradantrieb                 | Allradantrieb              | —                                | —                                | —                                |
| Getriebe, serienmäßig                       | 8-Stufen-Automatikgetriebe    | 8-Stufen-Automatikgetriebe    | 8-Stufen-Automatikgetriebe | 7-Stufen-Doppelkupplungsgetriebe | 7-Stufen-Doppelkupplungsgetriebe | 7-Stufen-Doppelkupplungsgetriebe |
| Messwerte                                   |                               |                               |                            |                                  |                                  |                                  |
| Höchstgeschwindigkeit                       |                               | 188 km/h (abgeregelt)         | 190 km/h (abgeregelt)      | 200 km/h                         | 200–210 km/h                     | 200–225 km/h                     |
| Beschleunigung, 0–100 km/h                  |                               |                               | 8,9 s                      | 9,3–9,9 s                        | 8,3–8,4 s                        | 6,9–7,2 s                        |
| Kraftstoffverbrauch auf 100 km (kombiniert) | 9,8 l Super                   | 11,2 l Super                  | 12,4 l Super               | 7,4–7,5 l Super                  | 8,5–8,8 l Super                  | 9,7–10,1 l Super                 |
| Leergewicht                                 | 1915 kg                       | 2100 kg                       | 2042 kg                    | 1945–2005 kg                     | 2025–2090 kg                     | 2125–2200 kg                     |
| Tankinhalt                                  | 70 l                          | 70 l                          | 70 l                       | 70 l                             | 70 l                             | 70 l                             |

## Auszeichnungen
Das Insurance Institute for Highway Safety (Institut der Versicherungen für Sicherheit im Straßenverkehr) ernannte den Atlas im Sommer 2017 zum TOP SAFETY PICK (Wahl der höchsten Sicherheit), bis auf die Scheinwerfer und die Benutzerfreundlichkeit der Kindersitzbefestigung erhielt der Atlas in allen Kategorien gute, meist bestmögliche Bewertungen.
Cars.com, einer der größten amerikanischen Automobil-Websites, nominierte den Atlas im Januar 2018 zum Best of 2018.
Parents, eine in den USA weit verbreitete wissenschaftliche Zeitschrift für Kindesentwicklung, und Edmunds.com Inc, eine amerikanische Automobil-Website, zeichneten den Atlas im Juni 2018 als einen der zwei BEST 3-ROW SUVs (bestes Sport Utility Vehicle mit drei Sitzreihen) aus.
MotorWeek, eine amerikanische Auto-Fernsehserie, zeichnete den Atlas 2019 mit dem MotorWeek Drivers' Choice Awards in der Kategorie Best Large Utility aus.